# Dorycnium sanguineum
Dorycnium sanguineum là một loài thực vật có hoa trong họ Đậu. Loài này được Vural miêu tả khoa học đầu tiên.